# Paria wilcoxi
Paria wilcoxi är en skalbaggsart som beskrevs av Balsbaugh 1970. Paria wilcoxi ingår i släktet Paria och familjen bladbaggar. Inga underarter finns listade i Catalogue of Life.